# St. Marien (Avenwedde)
St. Marien ist eine römisch-katholische Pfarrkirche in Avenwedde-Bahnhof, einem Stadtteil der ostwestfälischen Kreisstadt Gütersloh in Nordrhein-Westfalen, Deutschland. Sie ist ein Kirchort der Pfarrei „Heilig Kreuz“ im Pastoralverbund Avenwedde-Friedrichsdorf im Erzbistum Paderborn.
Kirche, Gemeindezentrum und Pfarrhaus bilden einen Gebäudekomplex, der von einer Rasenfläche umgeben ist. Außerhalb des Anlage befindet sich ein gedrungen wirkender, freistehender Glockenturm. 
Gebaut wurde die Anlage von 1975 bis 1977 nach den Plänen des Architekten Gisberth Hülsmann aus Niederbachem. Auch der Altar, der Ambo, das Taufbecken sowie ein Kreuz wurden nach seinen Plänen geschaffen.

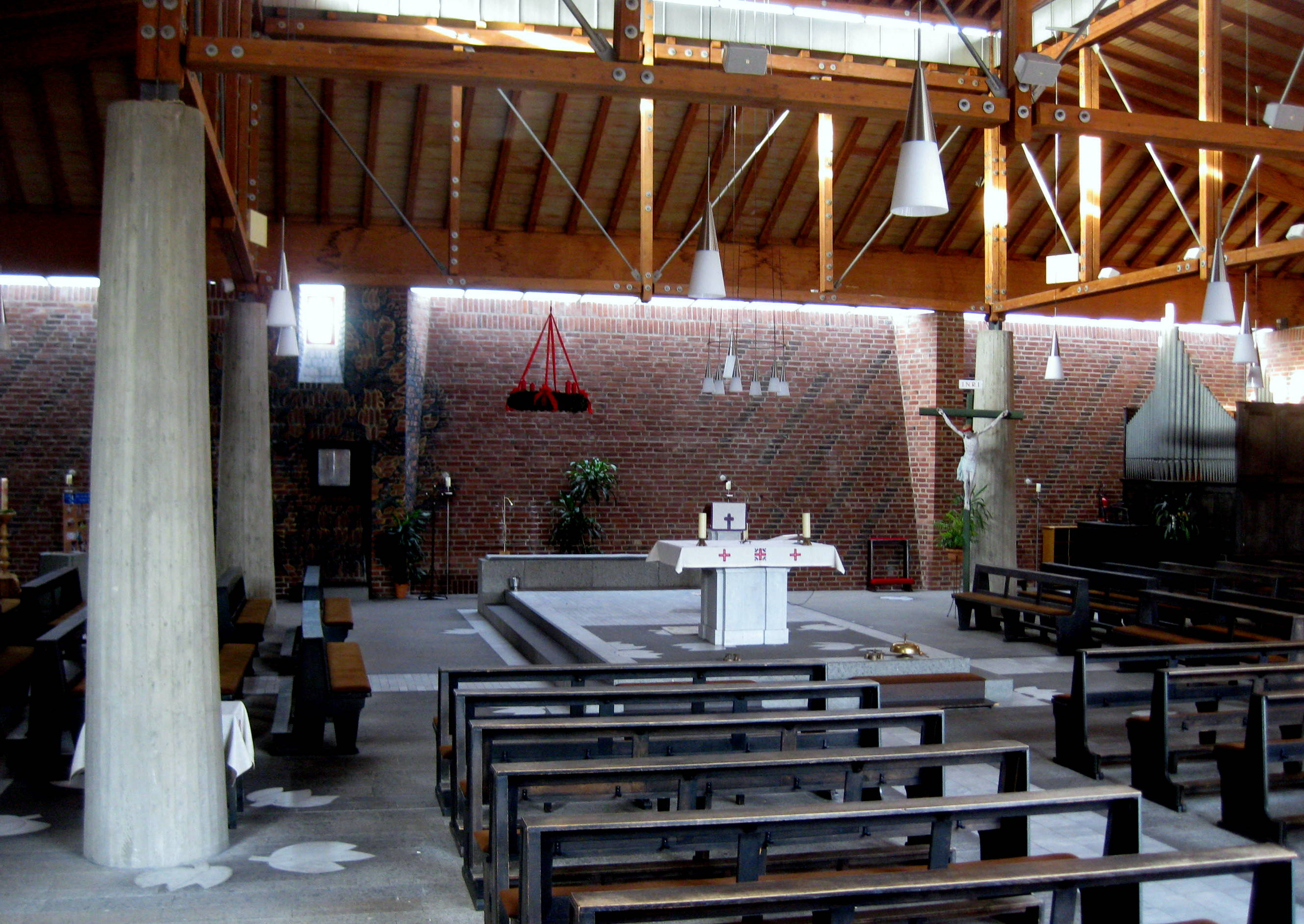
Innenraum

Die Mauern des Gebäudeensembles sind nach außen fast fensterlos und leicht im Boden versenkt. Auch der mit Stein belegte Fußboden der fast quadratischen Kirchenhalle liegt tiefer als der Innenhof der Anlage. Zentral angeordnet findet sich darin eine Altarinsel, die von drei Seiten von Kirchengestühl umgeben ist. Das Deckentragwerk liegt frei. Die Wände bestehen aus verschiedenfarbigen Backsteinen, die durch unterschiedliche Mauerweisen Ornamente formen. An drei Stellen finden sich Malereien des Kölner Künstlers Klaus Balke: An der Betonaußenwand des Beichtzimmers greift das Motiv das Gleichnis vom verlorenen Sohn auf, an der Sakristei ist ein Passions-Motiv zu sehen, und den Tabernakel ziert ein Brennender Dornbusch. 